# 야마자키 이와오

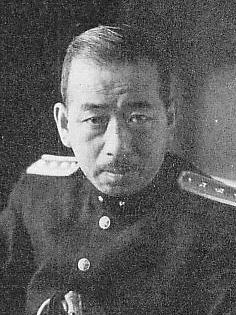
경시총감 시절

야마자키 이와오(일본어: 山崎 巌, やまざき いわお, 1894년 9월 16일 ~ 1968년 6월 26일)는 일본의 내무 관료이자 정치인으로, 내무대신, 자치대신 (自治大臣) 을 지냈다. 형은 농림대신, 체신대신을 지낸 중의원 의원 야마자키 다쓰노스케(山崎達之輔, 1880 ~1948)이며, 조카는 자유민주당 소속으로 중의원 의원을 지낸 야마자키 헤이하치로(山崎平八郎, 1911 ~ 1989)이다.

## 생애
야마자키는 1894년, 후쿠오카현의 오카와시에서 태어나, 1919년 도쿄 제국대학 법학부 독일법학과를 졸업하고, 내무성에 들어갔다. 도중에 후생성으로 자리를 옮겨 사회국장을 맡았고, 그 후 시즈오카현 지사 등을 맡았다. 내무성으로 돌아와 토목국장, 경보국장 (警保局長) 등을 거쳐 1940년, 경시총감 (警視総監) 이 되었다.
1941년 성립된 도조 내각에서 내무차관을 맡았으며, 전후인 1945년, 히가시쿠니노미야 나루히코 내각의 내무대신이 되었다. 내무대신 시절 그는, 맥아더가 히로히토의 방문을 받았을 때의 사진의 발매 금지, 게재 금지를 지령하였으나, 연합군 최고사령부 (GHQ) 에 의해 명령 철회가 지령되었다.
또 정치범의 석방에 반대해, "천황제의 반대자는 향후에도 치안유지법에 따라 체포한다"는 고쿠타이 (国体, 국체)의 옹호와 그 법률의 유지를 주장하였으며, 이 주장이 연합군 최고사령부와 대립되어 파면된 뒤, 공직에서 추방되었다.
1952년, 추방이 해체되어 제25회 중의원 의원 총선거에 전쟁 전 입헌정우회 소속의 국회의원이었던 형 다쓰노스케의 지반 (地盤) 을 계승, 자유당 공인으로 입후보하여 당선되었다. 보수합동 이후, 자유민주당의 이시이 파벌 (石井派) 에 속하였고, 1960년에 제1차 이케다 내각에서 자치 대신 겸 공안위원회 위원장이 되었다. 같은 해 10월, 아사누마 이네지로 암살 사건의 책임을 지고 사임하였다. 1968년, 73세의 나이로 사망하였다.